# Junior Eurovision Song Contest 2020

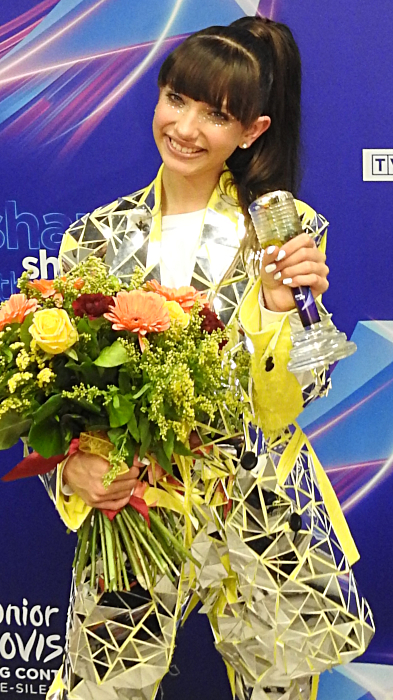
Viki Gabor, Gewinnerin des Wettbewerbs 2019

Der 18. Junior Eurovision Song Contest fand am 29. November 2020 statt. Der Wettbewerb wurde von der European Broadcasting Union (EBU) organisiert. Die Veranstaltung fand zum zweiten Mal in Polen statt, nach dem Sieg des Landes beim JESC 2019 mit dem Lied „Superhero“ von Viki Gabor. Es war das siebte Mal, dass der Wettbewerb vom Siegerland des Vorjahres ausgerichtet wurde. Telewizja Polska (TVP) war der erste Sender, der zwei Wettbewerbe hintereinander ausrichtete. Deutschland nahm zum ersten Mal am Wettbewerb teil. Frankreich gelang mit seiner vierten Teilnahme der erste Sieg beim Junior Eurovision Song Contest.

## Austragungsort
Das Angebot für die Austragung des Wettbewerbs von Kasachstan im Dezember 2019 wurde abgelehnt, da das Land nur ein assoziiertes EBU-Mitglied ist. Kasachstan darf nur, wenn das Gastgeberland es einlädt, am JESC teilnehmen, ähnlich wie es bei Australien in den ersten Jahren ihrer Teilnahme praktiziert wurde. Außerdem hätte, bei einem zum Zeitpunkt der Absage noch möglichen, aber schon damals sehr unwahrscheinlichen Wettbewerb dort, der Wettbewerb in den in Kasachstan wärmeren Monat Oktober verlegt worden müssen, womit der JESC 2020 der früheste JESC im Jahr aller Zeiten gewesen wäre. Wie Kasachstan darf auch Australien nicht den JESC ausrichten, obwohl es ohne Einladung am JESC teilnehmen darf. Allerdings interessierte sich Australien nicht für die Ausrichtung des Wettbewerbs 2020.
Am 16. Mai 2020 wurde während der Sendung Eurovision: Europe Shine a Light bekannt, dass der JESC am 29. November in einem Fernsehstudio in Warschau produziert werden sollte. Damit fand der Wettbewerb erstmals nicht in einer Veranstaltungshalle statt. Dies lag an der noch andauernden COVID-19-Pandemie, da man keine Zuschauer involvieren wollte, um das Ansteckungsrisiko innerhalb des Austragungsortes zu vermeiden. Des Weiteren sei von Großveranstaltungen in diesem Rahmen zum damaligen Zeitpunkt abzusehen, so die polnische Regierung.

## Format

### Executive Supervisor
Im Januar 2020 gab die EBU bekannt, dass Martin Österdahl nach der Ausgabe des ESC 2020 als Nachfolger von Jon Ola Sand neuer Executive Supervisor des Eurovision Song Contest und des Junior Eurovision Song Contest wird.

### Auftritte in den Heimatländern
Aufgrund der anhaltenden Covid19-Pandemie wurden erstmals bei einer EBU-Veranstaltung die Auftritte der teilnehmenden Künstler nicht vor Ort in Warschau, sondern in TV-Studios in den jeweiligen Teilnehmerländern stattfinden.  Dies geschah aufgrund von immer wieder auftretenden Reisebeschränkungen, insbesondere bei Ländern außerhalb des Schengen-Raums, um die Sicherheit und Gesundheit der Kinder und Delegationsmitglieder zu schützen sowie um das Fortbestehen der seit 2003 stattfindenden Veranstaltung zu sichern.
Daher hatten sich die teilnehmenden Rundfunkanstalten darauf geeinigt, aus Gründen der Fairness vom Aufbau vergleichbare und möglichst identische Bühnenbilder zu verwenden, damit die einzelnen Auftritte unter vergleichbaren Bedingungen stattfinden konnten. Die Moderation sowie die Interval Acts fanden weiterhin unter Wahrung der Hygiene- und Abstandsregeln vor Ort in Warschau statt.
Im Vorfeld hatten vier der sieben Länder, die für 2020 abgesagt hatten, betont, dass ihre Absage ausschließlich auf mögliche Reisebeschränkungen im Zusammenhang mit der Pandemie zurückzuführen sei.
Außerdem gaben RTVE und Eurovision.de bekannt, dass die Auftritte nicht live am 29. November ausgestrahlt werden sollten, sondern bereits vorher aufgenommen wurden. Dies war ebenfalls ein Novum bei einem Eurovision Song Contest (1996 wurden beim ESC in einer Audio-Vorrunde bereits vorher aufgezeichnete Auftritte wiedergegeben, jedoch ohne Bild und auch nur zur Bestimmung der 22 Qualifikanten für das TV-Finale). Erstmals seit 2012 waren die Punkteansager jedoch wieder in ihren Heimatländern und nicht wie seitdem üblich direkt vor Ort auf der Bühne.
Einige Delegationen reisten dennoch nach Warschau an, um auf der dortigen JESC-Bühne aufzutreten. Dadurch sollen die Kosten, die bei der Errichtung einer Bühne im Heimatland anfallen würden, vermieden werden. Ursprünglich war laut TVP sogar geplant, dass alle Teilnehmer vor Ort in Warschau ihren Auftritt aufnehmen würden, die ansteigende Zahl an Reiseeinschränkungen hat jedoch zur schlussendlichen Regelung geführt. In Warschau nahmen neben Gastgeberland Polen die Ukraine, Serbien und Malta ihre Auftritte auf.
Die Länder hatten bis 30. Oktober 2020 Zeit, ihre Aufnahme, ob nun im Heimatland oder in Polen selbst, bei der EBU einzureichen.

## Teilnehmer

### Länder

Länder, die 2020 teilnahmen
Länder, die in der Vergangenheit teilgenommen haben, jedoch nicht 2020

Insgesamt 12 Teilnehmer traten beim JESC 2020 an, sieben weniger als im Vorjahr und so wenige wie zuletzt 2013. Deutschland nahm 2020 zum ersten Mal am Wettbewerb teil.
Australien und Irland zogen sich erstmals seit dem Debüt 2015, Wales seit seiner ersten Teilnahme im Jahr 2018 vom Wettbewerb zurück. Auch Albanien, Italien, Nordmazedonien und Portugal verkündeten ihren Rückzug vom diesjährigen Wettbewerb. Sie alle gaben die COVID-19-Pandemie und die dadurch entstandenen Unsicherheiten bezüglich der Einreise nach Polen bzw. Ausreise aus dem eigenen Land als Hauptgrund für den Rückzug an. Armenien hingegen bestätigte zunächst seine Teilnahme, zog sich jedoch am 5. November 2020 vom Wettbewerb zurück. Dies wurde mit der Einführung des Kriegsrechts aufgrund des Konflikts in Berg-Karabach begründet.

### Nationale Vorentscheidung
| Land        | Vorentscheidung                                     |
| ----------- | --------------------------------------------------- |
| Deutschland | Dein Song für Warschau                              |
| Frankreich  | interne Auswahl                                     |
| Georgien    | Ranina 2020                                         |
| Kasachstan  | Nationaler Vorentscheid                             |
| Malta       | Malta Junior Eurovision Song Contest                |
| Niederlande | Junior Songfestival 2020                            |
| Polen       | Szansa na Sukces Junior 2020                        |
| Russland    | Natsionalnij otborochnij Detskoj Jewrowidenije 2020 |
| Serbien     | interne Auswahl                                     |
| Spanien     | interne Auswahl                                     |
| Ukraine     | Natsionalnij vidbir Dytjache Jewrobatschennja 2020  |
| Belarus     | interne Auswahl                                     |

## Finale
Das Finale fand am 29. November 2020 um 17 Uhr (MEZ) statt. Folgende 12 Länder nahmen am Finale teil:
| Platz | Startnr. | Land        | Interpret           | Lied Musik (M) und Text (T)                                                                      | Sprache                  | Übersetzung (inoffiziell) | Punkte | Punkte    | Punkte |
| Platz | Startnr. | Land        | Interpret           | Lied Musik (M) und Text (T)                                                                      | Sprache                  | Übersetzung (inoffiziell) | Jury   | Zuschauer | Gesamt |
| ----- | -------- | ----------- | ------------------- | ------------------------------------------------------------------------------------------------ | ------------------------ | ------------------------- | ------ | --------- | ------ |
| 01.   | 12       | Frankreich  | Valentina           | J'imagine M/T: Igit, Barbara Pravi                                                               | Französisch              | Ich stelle mir vor        | 88     | 112       | 200    |
| 02.   | 02       | Kasachstan  | Karakat Bashanova   | Forever M: Khamit Shangaliyev; T: Yeleusiz Ardak, Abulkhair Adam                                 | Kasachisch, Englisch     | Für immer                 | 83     | 069       | 152    |
| 03.   | 10       | Spanien     | Soleá               | Palante M/T: César G. Ross, Hajar Sbihi, Bruno Valverde                                          | Spanisch                 | Vorwärts                  | 60     | 073       | 133    |
| 04.   | 03       | Niederlande | Unity               | Best Friends M/T: Robert Dorn                                                                    | Niederländisch, Englisch | Beste Freunde             | 68     | 064       | 132    |
| 05.   | 05       | Belarus     | Arina Pehtereva     | Aliens M/T: TBA                                                                                  | Russisch, Englisch       | Außerirdische             | 73     | 057       | 130    |
| 06.   | 07       | Georgien    | Sandra Gadelia      | You Are Not Alone M: Giorgi Kuchianidse; T: Temo Sadschaia                                       | Georgisch, Englisch      | Du bist nicht allein      | 69     | 042       | 111    |
| 07.   | 11       | Ukraine     | Oleksandr Balabanov | Vidkryvai (Open Up) M/T: Mykhailo Klymenko, Oleksandr Balabanov                                  | Ukrainisch, Englisch     | Öffnen                    | 52     | 054       | 106    |
| 08.   | 08       | Malta       | Chanel Monseigneur  | Chasing Sunsets M: Aleandro Spiteri Monseigneur, Peter Borg, Joe Roscoe; T: Emil Calleja Bayliss | Englisch                 | Sonnenuntergänge jagen    | 51     | 049       | 100    |
| 09.   | 06       | Polen       | Ala Tracz           | I'll Be Standing M/T: Andrzej Gromala, Sara Chmiel-Gromala                                       | Polnisch, Englisch       | Ich werde stehen          | 46     | 044       | 090    |
| 10.   | 09       | Russland    | Sofia Feskova       | My New Day M/T: Sofia Veskova, Anna Petryasheva, Vitaly Tomin                                    | Russisch, Englisch       | Mein neuer Tag            | 44     | 044       | 088    |
| 11.   | 04       | Serbien     | Petar Aničić        | Heartbeat M: Vladimir Graić, Peter Aničić; T: Leontina Pat, Petar Aničić, Charlie Mason          | Serbisch, Englisch       | Herzschlag                | 35     | 050       | 085    |
| 12.   | 01       | Deutschland | Susan               | Stronger With You M/T: Levent Geiger                                                             | Deutsch, Englisch        | Stärker mit dir           | 27     | 039       | 066    |

### Punkteverteilung
In der folgenden Tabelle sind alle 12 Teilnehmer in der Startreihenfolge zeilenweise von oben nach unten sowie spaltenweise von links nach rechts aufgebaut, daneben befinden sich außerdem die Punkte, welche sich aus dem Online-Voting ergaben.
| Land        | Punkte | DE | KZ | NL | RS | BY | PL | GE | MT | RU | ES | UA | FR | Online-Voting |
| ----------- | ------ | -- | -- | -- | -- | -- | -- | -- | -- | -- | -- | -- | -- | ------------- |
| Deutschland | 66     | –  | 5  | –  | 2  | 3  | 2  | 2  | 5  | –  | –  | 2  | 6  | 39            |
| Kasachstan  | 152    | 3  | –  | 8  | 10 | 10 | 3  | 12 | 10 | 12 | 4  | 7  | 4  | 69            |
| Niederlande | 132    | 12 | 7  | –  | 4  | 5  | 8  | 6  | 6  | 2  | 10 | 5  | 3  | 64            |
| Serbien     | 85     | –  | 3  | 4  | –  | 4  | –  | 5  | 2  | 3  | 1  | 1  | 12 | 50            |
| Belarus     | 130    | 7  | 12 | 1  | 12 | –  | 12 | 3  | 7  | 6  | 5  | 6  | 2  | 57            |
| Polen       | 90     | 2  | 6  | 5  | 8  | 2  | –  | 8  | 8  | 4  | 2  | –  | 1  | 44            |
| Georgien    | 111    | 5  | 10 | 6  | 5  | 1  | 5  | –  | 1  | 7  | 12 | 12 | 5  | 42            |
| Malta       | 100    | 1  | –  | 7  | 1  | 6  | 6  | 10 | –  | 1  | 7  | 4  | 8  | 49            |
| Russland    | 88     | 6  | 4  | 3  | –  | 8  | 4  | –  | 3  | –  | 3  | 3  | 10 | 44            |
| Spanien     | 133    | 10 | 2  | 10 | 6  | 7  | 7  | 1  | 4  | 5  | –  | 8  | –  | 73            |
| Ukraine     | 106    | 4  | 1  | 2  | 3  | –  | 10 | 7  | –  | 10 | 8  | –  | 7  | 54            |
| Frankreich  | 200    | 8  | 8  | 12 | 7  | 12 | 1  | 4  | 12 | 8  | 6  | 10 | –  | 112           |

### Statistik der Zwölf-Punkte-Vergabe (Jury)
| Anzahl | Land        | erhalten von                |
| ------ | ----------- | --------------------------- |
| 3      | Belarus     | Kasachstan, Polen, Serbien  |
| 3      | Frankreich  | Belarus, Malta, Niederlande |
| 2      | Georgien    | Spanien, Ukraine            |
| 2      | Kasachstan  | Georgien, Russland          |
| 1      | Niederlande | Deutschland                 |
| 1      | Serbien     | Frankreich                  |

### Punktesprecher
Die Punktesprecher geben die Ergebnisse der Juryabstimmung ihrer Länder bekannt. 
| Nr. | Land        | Punktesprecher               | Anmerkungen                                        |
| --- | ----------- | ---------------------------- | -------------------------------------------------- |
| 1   | Deutschland | Olivia                       |                                                    |
| 2   | Kasachstan  | Saniya Zholzhaxynova         |                                                    |
| 3   | Niederlande | Robin de Haas                | Teilnehmerin am niederländischen Vorentscheid 2020 |
| 4   | Serbien     | Darija Vračević              | Teilnehmerin für Serbien 2019                      |
| 5   | Belarus     | Ksenia Galetskaya            |                                                    |
| 6   | Polen       | Marianna Józefina Piatkowska | Punktesprecherin 2019                              |
| 7   | Georgien    | Marita Khvedelidze           | Teilnehmerin am georgischen Vorentscheid 2020      |
| 8   | Malta       | Leah Mifsud                  | Teilnehmerin am maltesischen Vorentscheid 2020     |
| 9   | Russland    | Mikella Abramova             |                                                    |
| 10  | Spanien     | Melani García                | Teilnehmerin für Spanien 2019                      |
| 11  | Ukraine     | Sophia Ivanko                | Teilnehmerin für die Ukraine 2019                  |
| 12  | Frankreich  | Nathan                       |                                                    |

## Absagen
Die folgenden Länder nahmen in der Vergangenheit am JESC teil, bestätigten jedoch ihre Nichtteilnahme für 2020:
- Albanien[15]
- Armenien [16]
- Australien[17]
- Belgien[18]
- Dänemark[19]
- Griechenland[20]
- Irland[21]
- Israel[22]
- Italien[23]
- Kroatien[24]
- Lettland[25]
- Nordmazedonien[26]
- Montenegro[27]
- Moldau[28]
- Norwegen[29]
- Rumänien[30]
- San Marino[30]
- Slowenien[30]
- Schweden
- Schweiz[31]
- Wales[32]

### Absagen und damit kein Debüt
Die folgenden Länder debütierten auch 2020 nicht beim Wettbewerb:
- Estland[30]
- Finnland
- Schottland[33]
- Slowakei[34]
- Tschechien[35]

## Übertragung

### Fernsehübertragung
| Land                      | Sender                             | Moderation/Kommentar |
| Teilnehmende Länder       | Teilnehmende Länder                | Teilnehmende Länder  |
| ------------------------- | ---------------------------------- | -------------------- |
| Belarus                   | BTRK                               | N.N.                 |
| Deutschland               | KiKA                               | Bürger Lars Dietrich |
| Frankreich                | France 2                           | N.N.                 |
| Georgien                  | SSM                                | Helen Kalandadze     |
| Kasachstan                | Khabar                             | N.N.                 |
| Malta                     | TVM                                | N.N.                 |
| Niederlande               | NPO Zapp                           | N.N.                 |
| Polen                     | TVP ABC, TVP Polonia, TVP HD       | Artur Orzech         |
| Russland                  | Carousel                           | N.N.                 |
| Serbien                   | RTS2, RTS SAT                      | N.N.                 |
| Spanien                   | RTVE                               | N.N.                 |
| Ukraine                   | UA:Perschyj, UA:Crimea, UA:Kultura | N.N.                 |
| Nicht teilnehmende Länder |                                    |                      |
| Nordmazedonien            | MRT                                | N.N.                 |

### Radioübertragung
| Land                      | Sender                    | Moderation/Kommentar         |
| Nicht teilnehmende Länder | Nicht teilnehmende Länder | Nicht teilnehmende Länder    |
| ------------------------- | ------------------------- | ---------------------------- |
| Vereinigtes Königreich    | Radio Six International   | Ewan Spence & Ellie Chalkley |